# Папська Рада сприяння єдності християн
Па́пська Ра́да сприя́ння є́дності христия́н (лат. Pontificium Consilium ad Unitatem Christianorum Fovendam) — одна з дикастерій Римської курії. Провадить від імені Католицької Церкви екуменічну діяльність.
У 1958 році новообраний Папа Іван XXIII оголосив про намір скликати вселенського собору. 1959 року Мелькітський патріарх Максим IV Сайєх і архієпископ Падерборна Лоренц Єгер скерували до Папи листа, де пропонували для підготовки порядку денного собору з питань екуменізму створити спеціальну раду або конгрегацію. Визнаючи слушність цих пропозицій, Іван XXIII силою motu proprio Superno Dei nutu від 5 липня 1960 року створив 12 комісій для підготовки до Другого Ватиканського собору. Серед них був Секретаріат сприяння єдності християн. Створення цього секретаріату, за задумом Папи, мало би стати знаком прихильності до християн-некатоликів.
Секретаріат брав активну участь у підготовці до Собору, так само добре працював на сесіях. Секретаріат опрацював проекти декрету про екуменізм Unitatis Redintegratio, декларації релігійної свободи Dignitatis Humanae і декларації про ставлення Церкви до нехристиянських релігій Nostra Aetate, а також брав участь у роботі над догматичною конституцією про Церкву Lumen Gentium. Ініціативою секретаріату стало запрошення на Собор спостерігачів інших християнських церков і спільнот. Під час Собору, 15 січня 1963 року Секретаріат було піднесено до рангу соборної комісії.
По закінченні Собору комісія продовжила діяльність. 3 січня 1966 року Папа Павло VI ввів до Римської курії як сталу дикастерію. Апостольською конституцією Pastor Bonus, від 28 червня 1988 року, Папа Римський Іван-Павло II підніс комісію до рангу Папської Ради.
Рада складається з двох секцій:
- Відносин зі східними церквами;
- Відносин із західними церквами і церковними громадами і з Усесвітньою радою церков.

До складу Ради належать близько 30 членів - кардиналів, єпископів і радників. За посадою членами Ради є префекти Конгрегації Східних Церков і Конгрегації євангелізації народів. Рада тісно пов'язана з Комісією релігійних відносин з євреями, яку заснував Папа Павло VI 1974 року - голова і секретар Ради одночасно є головою і секретарем Комісії.
Компетенція Папської Ради сприяння єдності християн окреслена у апостольській конституції Павла VI Regimini ecclesiae 1967 року. Здійснює проведення і координацію екуменічного діалогу Католицької Церкви з іншими християнськими церквами і спільнотами й підтримання економічних відносин у середині Католицької Церкви. З цією метою Рада публікує документи.

## Голови Папської Ради сприяння єдності християн
- Кардинал Августин Беа (6 липня 1960 — 16 листопада 1968);
- Кардинал Йоганнес Віллебрандс (12 квітня 1969 — 12 грудня 1989);
- Кардинал Едвард Ідріс Кассіді (12 грудня 1989 — 3 березня 2001);
- Кардинал Вальтер Каспер (3 березня 2001 — 1 липня 2010).
- Кардинал Курт Кох (1 липня 2010 —).

## Керівництво Папської Ради сприяння єдності християн
- Голова: кардинал Курт Кох
- Секретар: єпископ Брайан Фаррелл
- Підсекретар: Андреа Палмері